# Lasioglossum arantium
Lasioglossum arantium är en biart som först beskrevs av Gibbs 2011. Den ingår i släktet smalbin och familjen vägbin. Arten finns endast i östra USA.

## Beskrivning
Huvud och mellankropp är ljusgröna med en blåaktig glans; sällsynt helt blåa. Benen är bruna, och bakkroppen rödorange. Honan har gulbruna käkar, medan de hos hanen är gula på den övre delen. Behåringen är gråaktigt vit och relativt tät. Arten är ett litet bi: Kroppslängden är 4,2 till 5,1 mm hos honan, 3,9 till 4,5 mm hos hanen, medan vingbredden hos framvingarna är 2,7 till 3,5 mm hos honan, 3,1 till 3,2 mm hos hanen.

## Utbredning
Arten finns endast i kustområdena i USA:s delstater Maryland och New Jersey. I båda delstaterna betraktas den som sällsynt till sårbar.